# 藤田徳人
藤田 徳人（ふじた なるひと、1966年 - ）は、整形外科医、著作家。

## 来歴
大阪府生まれ、順天堂大学医学部卒。

## エピソード
- TBS系列の番組『ワンダフル』に出演。恋愛を科学的に分析し、ブログや著書にて話題を提供していた。
- 2004年1月7日、開設していたウェブサイトに、エイズ検査目的の献血を勧める内容が記載されていたことが発覚。エイズ抗体に関する知識不足であることを謝罪し、サイトから記述を削除した。

## 著書
- 『なぜ男と女は、恋におちるのか』（1997年）文香社
- 『恋愛科学的就職内定術』（2003年）春風社
- 『学校では絶対教えてくれない「どうして勉強しなくちゃいけないの?」』（2004年）PHP研究所